# NGC 105
Az NGC 105 egy spirálgalaxis a Halak csillagképben.

## Felfedezése
Az NGC 105 galaxist Édouard Jean-Marie Stephan fedezte fel 1884. október 15-én.

## Tudományos adatok
A galaxis 5290 km/s sebességgel távolodik tőlünk.